# Inocybe diabolica
Inocybe diabolica är en svampart som tillhör divisionen basidiesvampar, och som beskrevs av Vauras. Inocybe diabolica ingår i släktet Inocybe, och familjen Crepidotaceae. Enligt den finländska rödlistan är arten starkt hotad i Finland. Arten är reproducerande i Sverige. Artens livsmiljö är rika kärr.